# Kivisild
Il Kivisild, o ponte in pietra, è stato un ponte ad arco che attraversava il fiume Emajõgi nella città di Tartu, in Estonia. Distrutto nel 1941, al suo posto sorge oggi il ponte pedonale Kaarsild.

## Storia

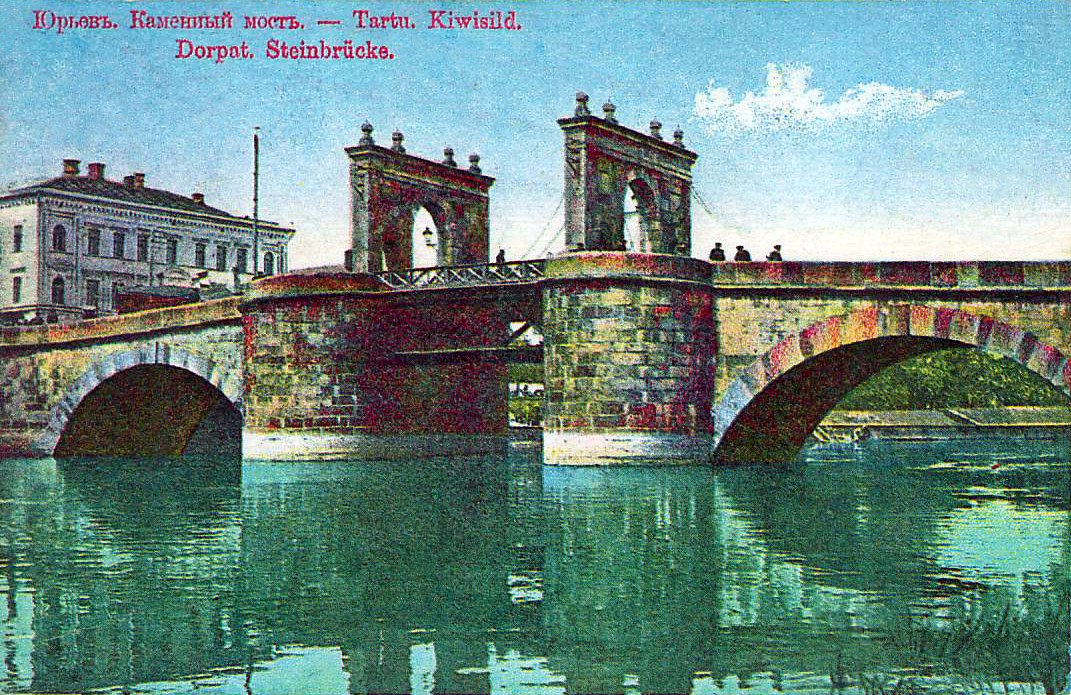
Il Kivisild in un disegno del 1913 circa

Il Kivisild, letteralmente ponte di pietra, venne costruito a partire dal 1776, dopo il grande incendio che l'anno precedente aveva distrutto gran parte del centro della città, su progetto dell'architetto J. Carl Siegfrieden e dell'ingegnere Johann Zaklowsky. I lavori di costruzione furono possibili grazie ai finanziamenti stanziati dall'imperatrice Caterina II di Russia per la ricostruzione della città e vennero supervisionati dall'allora governatore di Estonia e Livonia Georg von Browne. Il ponte venne aperto al traffico il 16 settembre 1784.

Secondo un rapporto dell'epoca, per la costruzione del ponte e la sistemazione delle sponde del fiume furono necessari 3000 blocchi di pietra, 1240 kantsüld di granito e 600 kantsüld di pietre di campo, 9000 pud di calce, 10 vaat di cemento da Amsterdam, 3900 pud di ferro, 350 pud di stagno e migliaia di tronchi per le impalcature temporanee.
Insieme al municipio, il Kivisild è stato uno dei simboli di Tartu fino alla seconda guerra mondiale, quando venne distrutto: l'arco orientale venne demolito dalle truppe sovietiche il 9 luglio 1941, mentre l'arco occidentale venne fatto saltare dai soldati tedeschi nel 1944. Per alcuni anni il passaggio dei pedoni attraverso il fiume venne garantito da un servizio di barche a remi; a partire dal 1957 venne costruito al posto del vecchio ponte in pietra il ponte pedonale ad arco in calcestruzzo, conosciuto come Kaarsild, inaugurato nel 1959.
Nel 1992 venne fondata una associazione con lo scopo di cercare fondi per la ricostruzione del vecchio ponte di pietra. Secondo l'idea originale, la ricostruzione avrebbe dovuto avere luogo entro il 2005, ma il progetto venne in seguito abbandonato sia per l'impossibilità di recuperare i fondi richiesti (stimati in 4 milioni di euro nel 2015), sia perché il ripristino del vecchio ponte avrebbe comportato la demolizione del Kaarsild. Inoltre il ripristino del ponte in pietra, con campate più strette e più basse rispetto al livello del fiume, avrebbe causato una netta diminuzione del traffico fluviale sull'Emajõgi. I fondi raccolti dall'associazione sono stati quindi investiti nelle opere che saranno realizzate per Tartu come capitale europea della cultura nel 2024.

## Descrizione

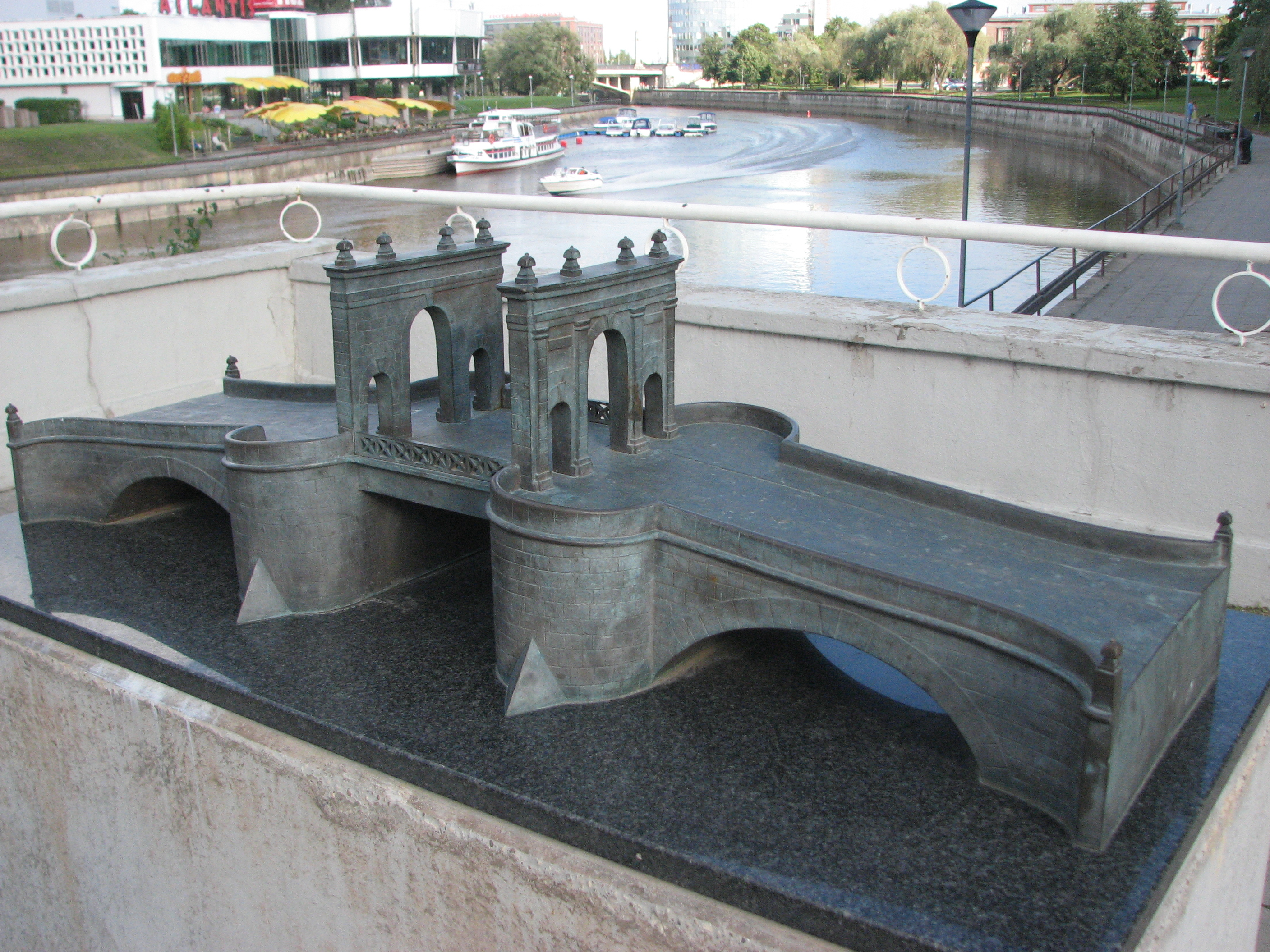
Modello del Kivisild situato accanto al Kaarsild

Il ponte, costruito in pietra, era composto da tre campate; le due campate laterali erano formate da un arco in pietra di 14 metri di luce, mentre la campata centrale, lunga 8,5 metri, poteva essere alzata per consentire il passaggio delle imbarcazioni sotto di essa.
La campata centrale, inizialmente realizzata in legno, venne in seguito rinforzata con travi in ferro e calcestruzzo armato per essere in grado di sopportare il peso degli autobus che percorrevano il ponte a partire dagli anni '20 del XX secolo.
Ai lati della campata centrale erano presenti due alti portali in stile neoclassico dotati di tre aperture, una grande centrale e due più piccole ai lati. Ai portali erano collegate le catene che permettevano l'apertura della campata centrale durante il passaggio delle imbarcazioni.
L'impalcato ospitava una sezione centrale larga 5,6 metri (che si restringeva a 4 metri in corrispondenza dei portali), destinata al passaggio dei carri e in seguito dei veicoli a motore, e due corsie laterali di 1,4 metri (1,25 metri in corrispondenza dei portali) riservati ai pedoni.
Nei pressi del Kaarsild, costruito sul sito dove si trovava il Kivisild, si trova un modellino in bronzo del vecchio ponte.

## Il ponte nelle arti
Nel tempo il Kivisild è stato ritratto da diversi artisti e disegnatori, tra cui Eduard Philipp Körber, Hando Mugasto, Villem Ormisson e Louis Höflinger
Nel 2018 le poste estoni hanno emesso un francobollo raffigurante il Kaarsild per l'annuale emissione della serie Europa. L'immagine scelta per il francobollo riprende una litografia realizzata tra il 1832 e il 1835 dall'incisore tedesco del Baltico Georg Friedrich Schlater.

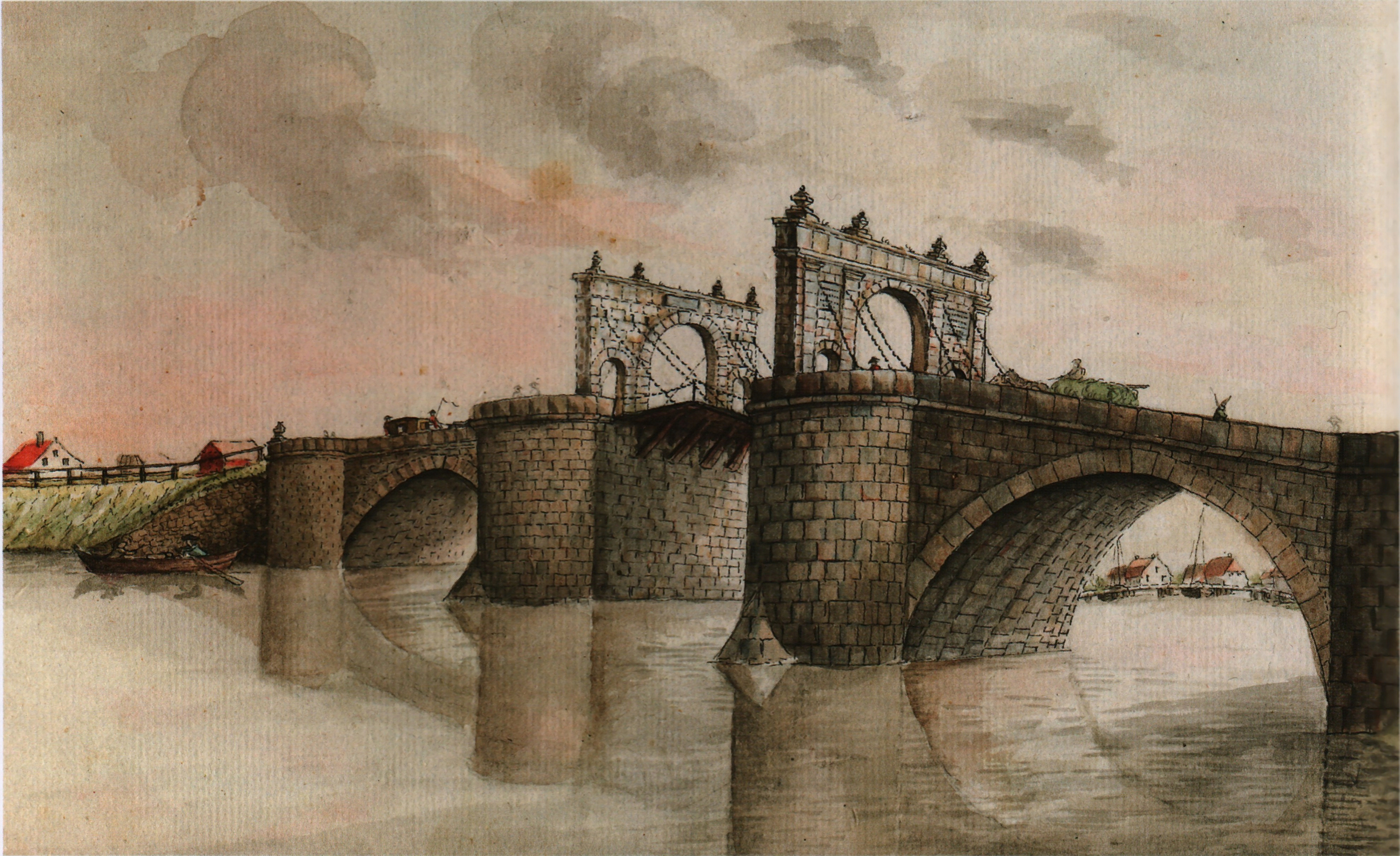
Ponte di pietra. Disegno di Eduard Philipp Körber del 1800
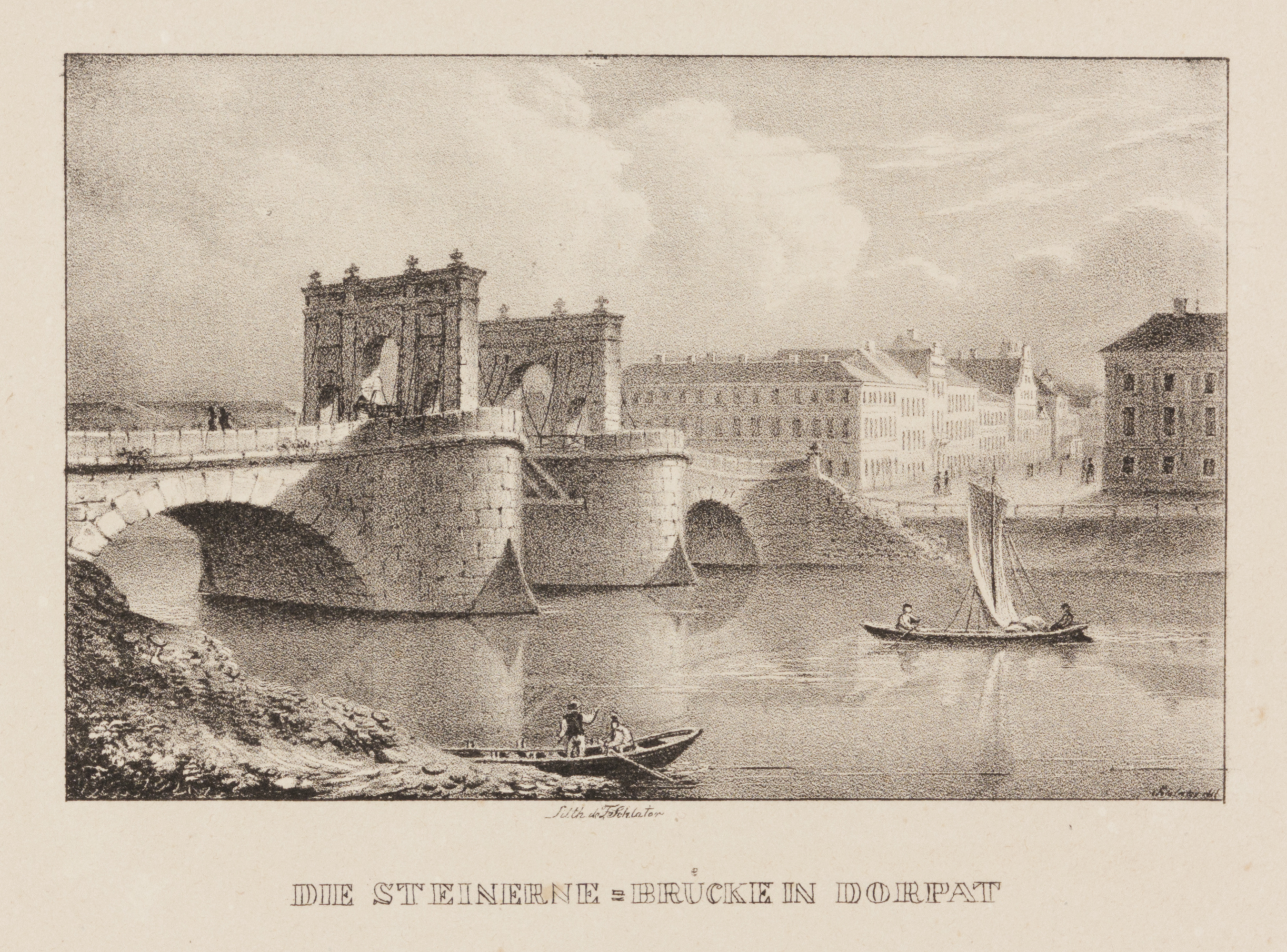
Il Kivisild nella litografia di Georg Friedrich Schlater del 1832-1835, ripresa dal francobollo del 2018 dedicato al ponte.
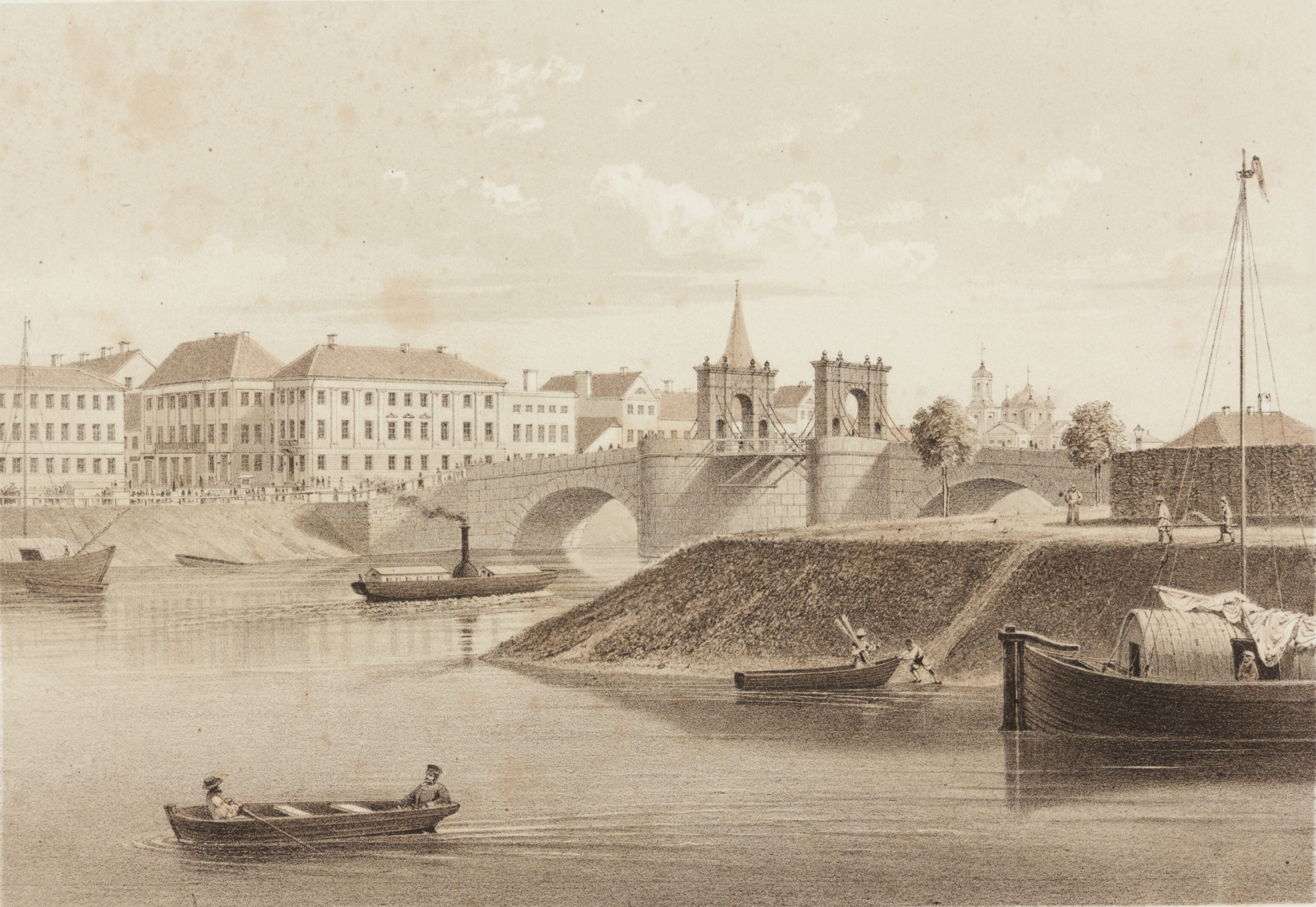
Litografia del ponte di pietra di Louis Höflinger (1860)
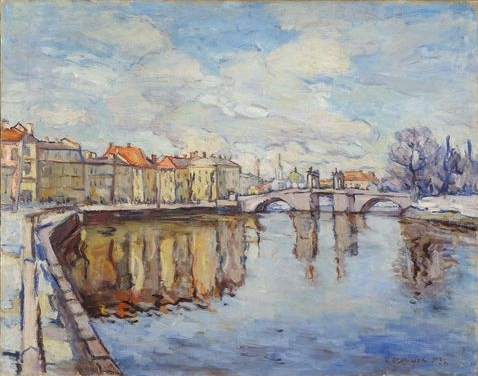
Villem Ormisson , "Veduta di Tartu" (dipinto a olio, 1937)
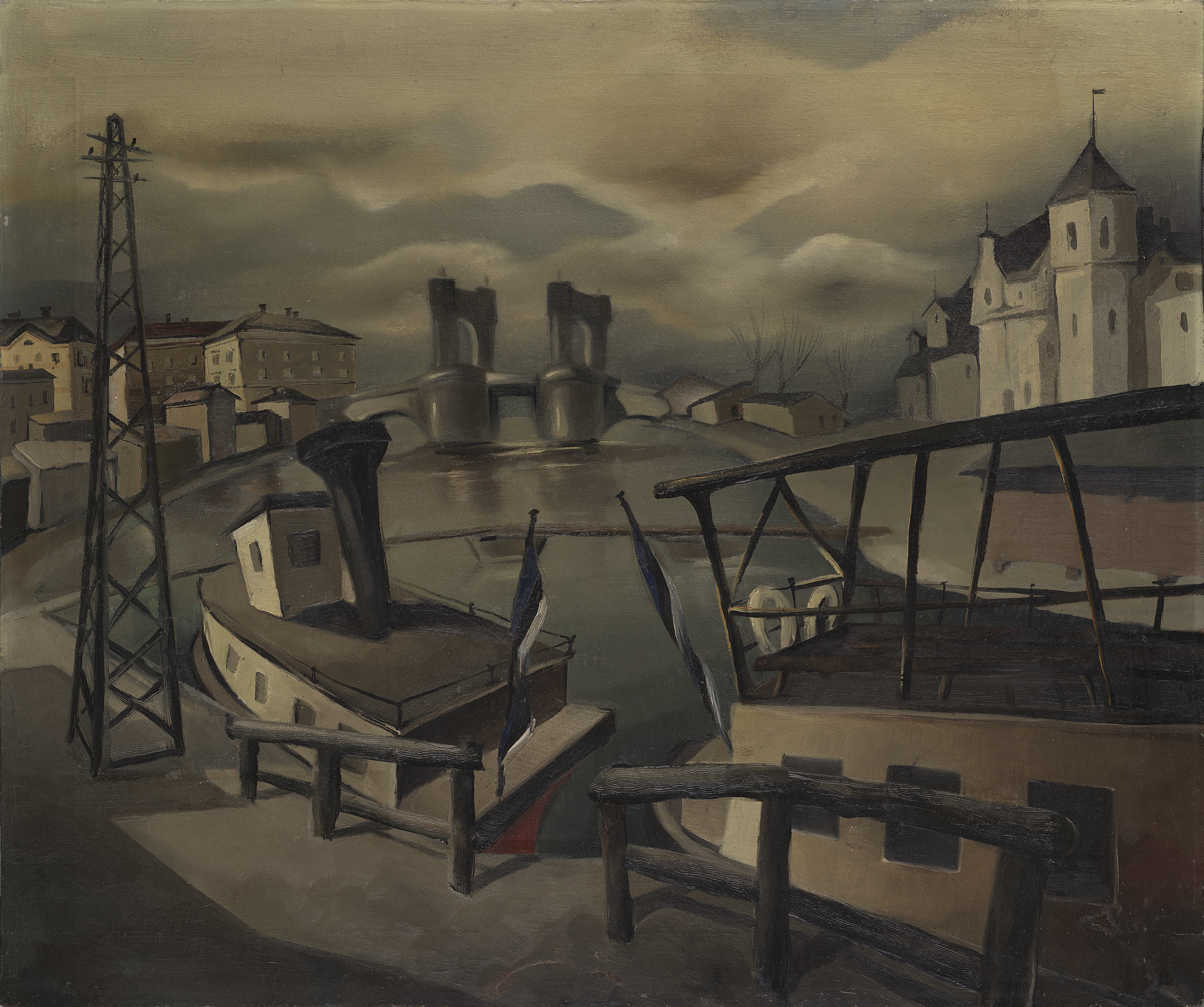
Hando Mugasto , "Ponte di pietra di Tartu" (dipinto a olio, 1931)